# Suctobelbella hastata
Suctobelbella hastata är en kvalsterart som beskrevs av Yu.A. Pankov 1986. Suctobelbella hastata ingår i släktet Suctobelbella och familjen Suctobelbidae. Inga underarter finns listade i Catalogue of Life.